# Open DataBase Connectivity
Open DataBase Connectivity (ODBC) is ontwikkeld door de SQL Access Group in 1992. Het is een standaard databasetoegankelijkheidsmethode, om elk programma te kunnen laten communiceren met een database en dit onafhankelijk van het type database.
De ODBC Windows implementatie, ontwikkeld door Microsoft, biedt een universele API aan applicaties die gegevens van of naar een database willen overzetten. Het grote voordeel hiervan is dat applicatieontwikkelaars geen rekening hoeven te houden met het feit of de database die ze gaan gebruiken nu een Oracle-, MySQL-, DB2- of een Microsoft SQL Server-database is.
De ODBC-API is de eigenlijke universele interface waarmee client-applicaties integreren. De ODBC-API schermt de applicaties af van de ODBC Driver Manager. Dit is de component die instaat voor het selecteren van aangepaste routines om een dbms van een bepaalde leverancier aan te spreken. Deze routines zijn vervat in zogeheten Database Drivers. Elke driver vormt een bibliotheek van routines die specifiek zijn geschreven voor interactie met een bepaald type databasemanagementsysteem. Voor elk type database heeft het dbms dus een driver nodig, die de database aanspreekt en de gegevens vertaalt naar de ODBC-standaard.
Wanneer nu een applicatie een dbms aanspreekt via de ODBC-API, zal de Driver Manager de driver selecteren die overeenkomt met het type dbms en de aanroep aan de driver doorgeven (via een SPI). Deze driver vertaalt de dbms-onafhankelijke aanroep naar aanroepen specifiek voor die DBMS-API, die op zijn beurt het dbms van toepassing aanspreekt via de server-interface.